# Exochus pleuralis
Exochus pleuralis là một loài tò vò trong họ Ichneumonidae.